# Qazaqstan Kubogy 2004
La Qazaqstan Kubogy 2003 è stata la 13ª edizione della Coppa del Kazakistan. Il torneo è iniziato il 16 maggio 2004 e si è concluso l'11 novembre successivo.

## Primo turno
Gli incontri si sono disputati il 16 maggio 2004.
| Squadra 1       | Risultato       | Squadra 2         |
| --------------- | --------------- | ----------------- |
| Esil-Bogatır'-2 | 2 - 0           | Torğaý            |
| Evrazïya        | 3 - 3 (0-3 dtr) | Bolat             |
| Ertis-2         | 9 - 0           | Hımık Stepnogorsk |
| Şaxter-Yunost'  | 0 - 2           | Batır             |
| Énergetïk       | 2 - 2 (3-5 dtr) | Vöstok-2          |
| Semeý-2         | 3 - 0           | Jetisw-2          |
| Qaýsar-Jas      | 2 - 1 (dts)     | Jambıl            |
| Wşqonır         | 2 - 0           | Gornıak Hromtaý   |
| Kaspıı          | 2 - 3           | Jeleznodorojnïk   |
| Aqjaýıq-2       | 1 - 2           | Ordabası-2        |
| AÏ-Wnïversïtet  | 2 - 3 (dts)     | Aqtóbe-Jas        |
| Arys            | 2 - 3           | Munaıshy          |

## Sedicesimi di finale
Gli incontri si sono disputati tra il 16 giugno e il 1º luglio 2004.
| Squadra 1       | Risultato       | Squadra 2         |
| --------------- | --------------- | ----------------- |
| Qaýsar-Jas      | 4 - 0           | Semeý-2           |
| Batır           | 0 - 2           | Jetisý            |
| Ordabası-2      | 3 - 2           | Iassy             |
| Semeı           | 0 - 2           | Vostok Óskemen    |
| Esil-Bogatır'-2 | 0 - 3           | Almaty            |
| Jeleznodorojnïk | 3 - 0           | Aqjaıyq           |
| Oqjetpes        | 3 - 0           | Cesna             |
| Tobyl           | 2 - 3 (dts)     | Aqtóbe-Lento      |
| Esil-Bogatyrʹ   | 2 - 0           | Gornıak Hromtaý   |
| Qaisar          | 0 - 3           | Aqtóbe-Jas        |
| Taraz           | 0 - 0 (6-5 dtr) | Ertis             |
| Qairat          | 2 - 1           | Shahter Qaraǵandy |
| Vöstok-2        | 2 - 1           | Ordabasy          |
| Bolat           | 0 - 1           | Jeñis             |
| Ekibastuz       | 2 - 1 (dts)     | Ertis-2           |
| Atyrau          | 2 - 1           | Munaıshy          |

## Ottavi di finale
Gli incontri si sono disputati tra il 4 e il 9 luglio 2004.
| Squadra 1       | Risultato | Squadra 2     |
| --------------- | --------- | ------------- |
| Atyrau          | 4 - 2     | Oqjetpes      |
| Vostok Óskemen  | 0 - 2     | Jetisý        |
| Aqtóbe-Lento    | 3 - 1     | Esil-Bogatyrʹ |
| Almaty          | 2 - 5     | Qairat        |
| Taraz           | 9 - 1     | Aqtóbe-Jas    |
| Jeñis           | 2 - 1     | Ekibastuz     |
| Jeleznodorojnïk | 1 - 0     | Ordabası-2    |
| Qaýsar-Jas      | 1 - 2     | Vöstok-2      |

## Quarti di finale
Gli incontri si sono svolti tra il 25 luglio e il 19 settembre 2004.
| Squadra 1       | Totale | Squadra 2 | Andata | Ritorno |
| --------------- | ------ | --------- | ------ | ------- |
| Jeleznodorojnïk | 0 - 5  | Atyrau    | 0 - 3  | 0 - 2   |
| Aqtóbe-Lento    | 2 - 3  | Taraz     | 2 - 1  | 0 - 2   |
| Vöstok-2        | 0 - 9  | Qairat    | 0 - 5  | 0 - 4   |
| Jetisý          | 2 - 5  | Jeñis     | 2 - 1  | 0 - 4   |

## Semifinali
Gli incontri si sono svolti tra il 26 ottobre e il 6 novembre 2004.
| Squadra 1 | Totale | Squadra 2 | Andata | Ritorno |
| --------- | ------ | --------- | ------ | ------- |
| Atyrau    | 1 - 3  | Taraz     | 1 - 0  | 0 - 3   |
| Jeñis     | 3 - 4  | Qairat    | 1 - 1  | 2 - 3   |

## Finale
| Arbitro: | Bakbergen (Şımkent) |

|              |           |  |
| Mazbayev 44’ | Marcatori |  |